# Kolkerheide
Kolkerheide (frisó septentrional Kolkerhii, danès Kolkerheide) és un municipi del districte de Nordfriesland, dins l'Amt Mittleres Nordfriesland, a l'estat alemany de Slesvig-Holstein. És a mig camí entre Flensburg i Husum. El 31 de desembre del 2023 tenia 83 habitants.